# Miloš Milović
Miloš Milović (in serbo Милош Миловић?; Budua, 22 dicembre 1995) è un calciatore montenegrino, difensore svincolato.

## Carriera

### Club
Ha giocato nella massima serie montenegrina, in quella finlandese, in quella serba, in quella uzbeka, in quella cinese ed in quella azera.

### Nazionale
Nel 2020 ha esordito in nazionale.

## Statistiche

### Cronologia presenze e reti in nazionale
| Cronologia completa delle presenze e delle reti in nazionale ― Montenegro | Cronologia completa delle presenze e delle reti in nazionale ― Montenegro | Cronologia completa delle presenze e delle reti in nazionale ― Montenegro | Cronologia completa delle presenze e delle reti in nazionale ― Montenegro | Cronologia completa delle presenze e delle reti in nazionale ― Montenegro | Cronologia completa delle presenze e delle reti in nazionale ― Montenegro | Cronologia completa delle presenze e delle reti in nazionale ― Montenegro | Cronologia completa delle presenze e delle reti in nazionale ― Montenegro |
| Data                                                                      | Città                                                                     | In casa                                                                   | Risultato                                                                 | Ospiti                                                                    | Competizione                                                              | Reti                                                                      | Note                                                                      |
| ------------------------------------------------------------------------- | ------------------------------------------------------------------------- | ------------------------------------------------------------------------- | ------------------------------------------------------------------------- | ------------------------------------------------------------------------- | ------------------------------------------------------------------------- | ------------------------------------------------------------------------- | ------------------------------------------------------------------------- |
| 11-11-2020                                                                | Podgorica                                                                 | Montenegro                                                                | 0 – 0                                                                     | Kazakistan                                                                | Amichevole                                                                | -                                                                         | 22’                                                                       |
| 20-11-2022                                                                | Lubiana                                                                   | Slovenia                                                                  | 1 – 0                                                                     | Montenegro                                                                | Amichevole                                                                | -                                                                         | 90+3’                                                                     |
| 20-6-2023                                                                 | Podgorica                                                                 | Montenegro                                                                | 1 – 4                                                                     | Rep. Ceca                                                                 | Amichevole                                                                | -                                                                         | 46’                                                                       |
| 12-10-2023                                                                | Podgorica                                                                 | Montenegro                                                                | 3 – 2                                                                     | Libano                                                                    | Amichevole                                                                | -                                                                         | 77’                                                                       |
| Totale                                                                    |                                                                           | Presenze                                                                  | 4                                                                         |                                                                           | Reti                                                                      | 0                                                                         |                                                                           |